# BMW na dirkah avstralskega prvenstva turnih avtomobilov (V8 Supercars)
Avstralsko prvenstvo turnih avtomobilov je prvič potekalo 1. februarja 1960 na dirkališču Gnoo Blas circuit v mestu Orange, Avstralija. Tekmovanje se je najprej imenovalo Australian Touring Car Championship (ATCC), ki pa se je skozi leta nekajkrat preimenovalo. Po l.1997 je bilo tekmovanje najbolj poznano kot V8 Supercars. Danes se pa tekmovanje uradno imenuje International V8 Supercars Championship in obsega okoli dvajset dirk, večinoma na avstralski celini.
- Sezona 1985:

BMW je zmagal z dirkalnikom BMW 635 CSi in moštvom JPS Team BMW na sedmih dirkah prvenstva. S tem dirkalnikom so tekmovali v razredu od 3001 do 6000 cm³ prostornine. Na koncu sezone je BMW osvojil konstruktorski naslov prvaka, novozelandski dirkač Jim Richards pa je postal prvak v skupnem seštevku tekmovanja.
- Sezona 1986:

V tej sezoni so zmagali na eni dirki prvenstva na dirkališču Winton Motor Raceway v mestu Winton, Avstralija. Tekmovali so z dirkalnikom BMW 635 CSi.
- Sezona 1987:

Zmagali so na štirih dirkah prvenstva z novim dirkalnikom BMW M3 in dirkačem Jimom Richardsom. BMW je osvojil konstruktorski naslov, dirkač Jim Richards pa je osvojil naslov prvaka skupno.
- Sezona 1991:

BMW je zmagal na dveh dirkah prvenstva z dirkalnikom BMW M3 Evolution in avstralskim dirkačem Tonyem Longhurstom.
- Sezona 1992:

Zmagali so na eni dirki prvenstva z dirkalnikom BMW M3 Evolution II.